# Cosmoscarta nycteis
Cosmoscarta nycteis är en insektsart som beskrevs av Jacobi 1905. Cosmoscarta nycteis ingår i släktet Cosmoscarta och familjen spottstritar. Inga underarter finns listade i Catalogue of Life.